# Docalidia steveni
Docalidia steveni är en insektsart som beskrevs av Nielson 1990. Docalidia steveni ingår i släktet Docalidia och familjen dvärgstritar. Inga underarter finns listade i Catalogue of Life.